# Jan Althuysen
Jan Simons Althuysen (født 8. december 1715 i Franeker, død 9. august 1763 i Hiaure) var en frisisk prædikant og forfatter.

## Liv og gerning
Althuysen Han blev født i 1715 i Franeker som søn af Simon John Althuysen, en førende borger i Franeker. Da han var 26 år gammel, begyndte han sine teologiske studier. Normalt tog disse cirka 4 år, men Althuysen studerede mere end 9 år. Derefter fik han sit første og eneste embede som præst for menigheden i Hiaure og Bornwird (1750-1763).
Han giftede sig med 25 juli 1752 med Titia Crab eller Crabbe. Parret fik ingen børn.
Jan Althuysen døde i Hiaure i 1763.

## Digtforsøget
Hans far, Simon, var en lejlighedsdigter ipå friesisk. Hans søn fulgte samme vej. Far og søn lancerede en plan om at udgive Gysbert Japicx i metrisk form. Althuysen var rimsmed men ingen digter. Det fulgte den typiske rimform for Davids salmer, som de blev sunget i kirken. Da det var færdigt, blev det udgivet som en samling af digte med titlen Fryske Rymlerije af de to Althuysen og af Gysbert Japicx. Det indeholdt 100 salmer af David under titlen David my dy oare lofsangen.
Althuysen forelagde fortolkningen i Dokkum for kirkelig godkendelse. Det var i 1755, men hans kolleger demonstrerede, at de ikke var begejstrede for resultatet. Så vidt, det er kendt, er der aldrig blevet sunget fra samlingen i kirken.
I 1957 blev værket genudgivet under titlen Hôndert Psalmen fin David mei dy Tjien Geboaden af Fryske Akademy af Laverman i Drachten med en tilhørende forklaring af Chr. Stapelkamp.

## Kirkedøren
Norddøren i kirken i Bornwird er den originale dør til Hiaures præstegård. Over døren står et frisisk digt af Jan Althuysen. Det blev anset for modigt, fordi kirken allerede var helt hollandiseret. Kirken er blevet optaget som Rijksmonument som en af 38 originale frisiske kirker.